# Ensenada Chabot
La ensenada Chabot (51°29′S 58°04′O / -51.483, -58.067)  es una entrada de mar que se encuentra en el noreste de la isla Soledad del archipiélago de las Malvinas. Administrativamente pertenece al departamento Islas del Atlántico Sur de la provincia de Tierra del Fuego, Antártida e Islas del Atlántico Sur.
Esta ensenada se localiza sobre la costa sur de la península de San Luis, en el rincón noroeste de la bahía de la Anunciación y al fondo del puerto Johnson. Además se ubica al oeste de la caleta Magallanes, al norte de la punta Duclos y al noreste del  Puerto Soledad (ó Pto. San Luis).